# Andrea Drews
Andrea Carrie Drews, född 25 december 1993 i Elkhart, USA, är en amerikansk volleybollspelare (högerspiker). 
Drews började spela volleyboll med skollag samt de lokala klubbarna Mizuno Gold och Circle City. Hon studerade vid Purdue University och spelade med dess lag Purdue Boilermakers från 2012 till 2015, då hon tog examen i Hospitality and Tourism Management. 
Efter att hon lämnade universitet börjde hon spela professionellt i Liga de Voleibol Superior Femenino, Puerto Rico. Första året spelade hon med Indias de Mayagüez och andra året med Criollas de Caguas, med vilka hon blev puertoricansk mästare. Därefter fortsatt hon till Italien för spel i serie A1. Hon börjar spela med SAB Volley men avbröt i december 2017 och började i januari 2018 istället spela med Volleyball Casalmaggiore. Efter säsongen gick hon vidare till Beylikdüzü VİK i Turkiet. Hon spelade med dem en säsong innan hon gick över till japanska JT Marvelous. Med undantag för en sejour till Megavolley spelade hon med dem till 2024 då hon gick över till LOVB Madison i hemlandet.
Drews debuterade i seniorlandslaget 2017. Med dem har hon vunnit Volleyball Nations League flera gånger, liksom  OS 2020.